# 三长制
三长制是中国北魏后期开始实行的一种基层政权组织制度。

## 背景
魏道武帝拓跋珪建立北魏政权时，各地宗族坞堡林立。北魏政府利用各地“宗主”“督护”地方，实行宗主督护之制。在这种宗主督护制下，“民多隐冒，五十、三十家方为一户”，对国家征收税赋造成不利影响。

## 创制过程
北魏太和十年（公元486年），给事中李冲上书，建议设立三长制，引起朝中争议。中书令郑羲、秘书令高祐等人认为三长制看起来很好，但实际上难以运行；著作郎傅思益也认为，如果改制，恐怕会对百姓造成扰乱。而李冲力排众议，认为只要给百姓讲清楚均徭省赋的益处，便容易施行。太尉元丕也支持李冲的意见，认为三长制于公于私都是有益的。最后冯太后认为，三长制可以稳定税赋、破除大族荫蔽，“立三长，则课有常准，赋有恒分；苞荫之户可出，侥幸之人可止。何为而不可？”，遂确立三长制。

## 内容
三长制的内容可以基本概括为：五家为邻﹐设一邻长﹔五邻为里﹐设一里长﹔五里为党﹐设一党长，三长直属州郡；三长的职责是检查户口﹐征收租调﹐征发兵役与徭役。

## 評價及影响
三长制的确立使大量附户从宗族的荫庇中脱离出来，国家的直接控制的自耕农大量增加，国家税收也相应增加；打击了大族的势力，加强了中央集权。北魏后期社会经济明显的恢复和发展，当与此有密切关系。北魏的三长制后来成为北齐、隋、唐时期乡里组织的基础。